# Jeff Leslie
Pour les articles homonymes, voir Leslie.
Jeff Leslie, né le 11 décembre 1952, est un coureur cycliste australien. Actif dans les années 1970 et 1980, il participe aux Jeux olympiques de 1984 à Los Angeles,. Il obtient également une médaille de bronze lors des Jeux du Commonwealth de 1986.

## Palmarès
- 1976
  - Tour du Chablais
  - Grand Prix du Faucigny
  - 3e du Grand Prix de Cours-la-Ville
- 1980
  - Tour du Pays de Gex-Valserine
  - Flèche d'or (avec Michael Wilson)
- 1986
  -  Médaillé de bronze de la course en ligne aux Jeux du Commonwealth